# Chapelle des Ursulines d'Aix-en-Provence
Pour les articles homonymes, voir Chapelle des Ursulines.
La chapelle des Ursulines est une chapelle située à Aix-en-Provence, au 20, rue Mignet. 

## Historique
La chapelle fait l'objet d’un classement au titre des monuments historiques depuis 1924. L'ancien couvent des Visitandines fait l'objet d'une inscription par arrêté du 17 juillet 2023.